# Wallfahrtskirche Maria Buch

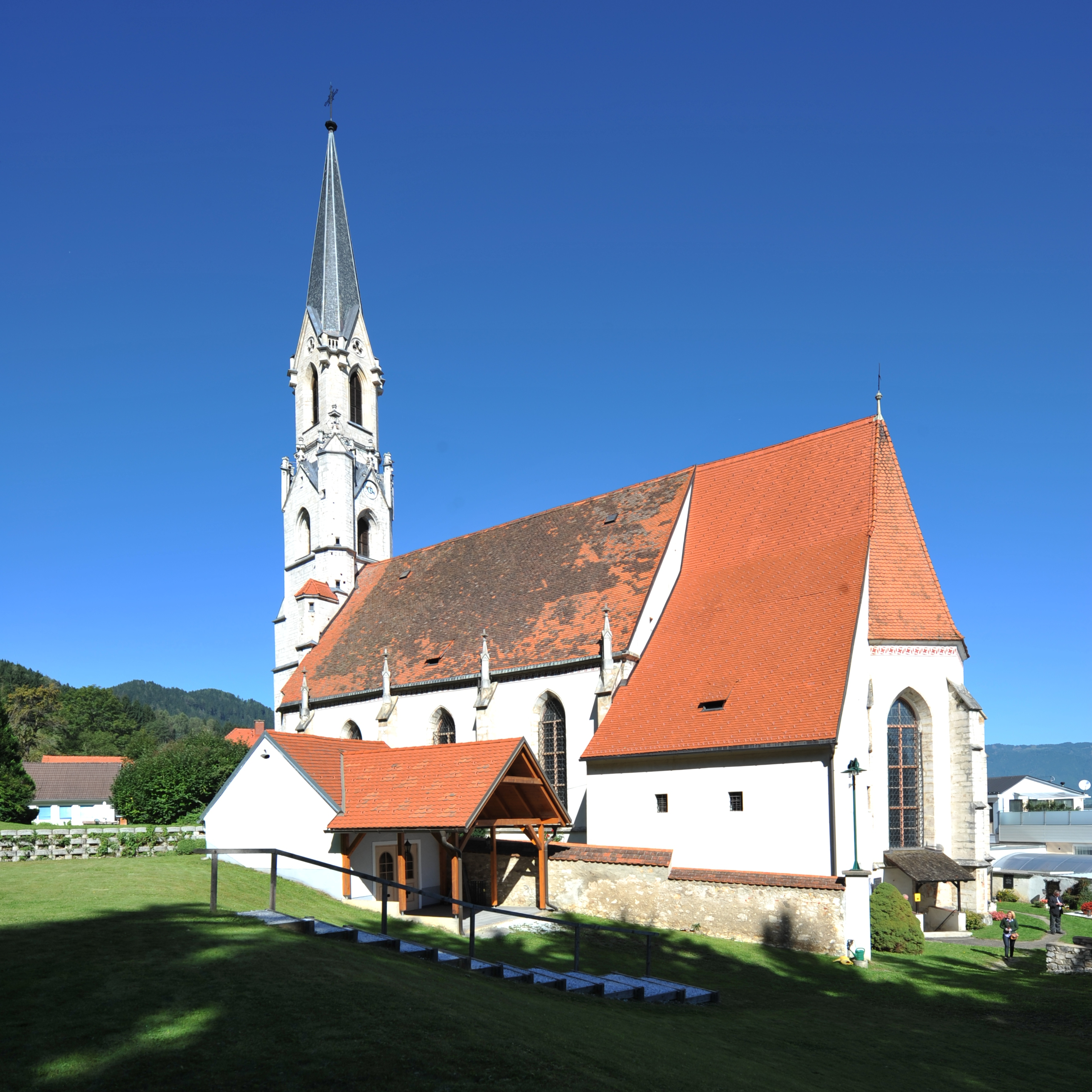
Wallfahrtskirche Mariä Himmelfahrt in Maria Buch

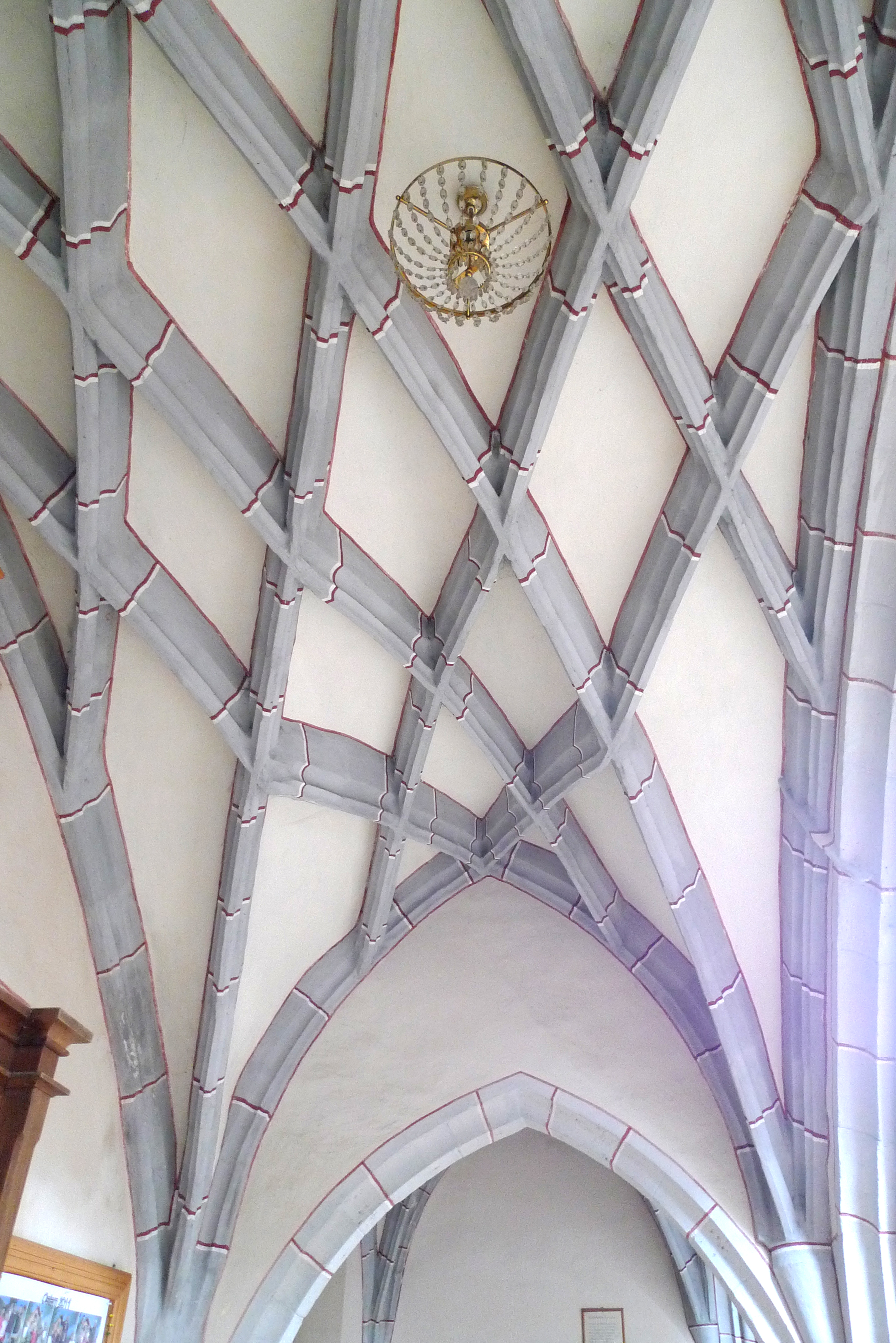
Netzrippengewölbe (Detail)

Die römisch-katholische Wallfahrtskirche Maria Buch steht im Kirchweiler Maria Buch am Fuße des Liechtensteinberges in der Marktgemeinde Weißkirchen in Steiermark im Bezirk Murtal in der Steiermark. Die dem Patrozinium Mariä Himmelfahrt unterstellte Wallfahrtskirche gehört zum Dekanat Judenburg in der Diözese Graz-Seckau. Die Kirche und der Friedhof stehen unter Denkmalschutz (Listeneintrag).

## Geschichte
Urkundlich wurde 1074 eine Kirche genannt. Der Bau der heutigen Kirche wurde 1455 genannt. 1480 entstanden Schäden im Krieg mit den Türken. Der Turm wurde 1509 bis 1524 erbaut. 1753 wurde ein Kuratbenefizium gestiftet. Bis 1773 wurde die Kirche von Jesuiten betreut. 1968 bis 1970 wurde die Kirche restauriert.

## Architektur
Die Wallfahrtskirche ist von einem Friedhof mit einer alten Mauer, teils Stützmauer, umgeben.
Es ist eine weite hohe Hallenkirche mit Pfeilern, Diensten und Bögen aus Quadersteinwerk aus Maria Bucher Kalksinter. Die Kirche zeigt umlaufend dreifach abgetreppte Strebepfeiler, im Mittelteil übereck gestellt, zuoberst mit Fialen. An den gotischen Spitzbogenfenstern sind barocke Fenstergitter angebracht, das Maßwerk ist entfernt. Über einem umlaufenden Kaffgesims mit einem gemalten Friesband ist das Satteldach. Die Kirche hat drei gotische spitzbogige profilierte Portale, das nördliche und südliche Portal sind durch Mittelpfosten geteilt, sie tragen jeweils ein Maßwerktympanon, die Türen sind barock. Es gibt eine barocke Überdachung des Gruftabganges auf zwei Säulen.
Der mehrgeschoßige reich durchbildete Westturm besteht aus Quadersteinen und ist über dem Portal mit 1509 datiert. Weitere den Baufortschritt markierende Jahresangaben nennen 1511, 1513, 1518, 1522 und zuoberst 1524 Michell Pircher. Das Obergeschoß hat abgefaste Ecken sowie Giebel, Wimpergen und Kreuzblumen. Die nüchterne schmale Glockenstube trägt einen achtseitigen Spitzhelm aus 1880 mit neugotischen Formen, der achtseitige steinerne Spitzhelm wurde vorher abgenommen. Das spitzbogige Turmportal ist von halb eingestellten Achteckpfeilern flankiert, die in Nischenkonsolen enden, die Nischen sind leer. Die Turmhalle, heute Beichtkapelle, zeigt ein Schlingrippengewölbe mit Putzgratrippen. Im südlichen Turmwinkel zum Langhaus steht ein Treppentürmchen.
Der eingezogene zweijochige Chor hat einen Fünfachtelschluss und ein Netzrippengewölbe auf leicht eingezogenen Streben mit vorgelegten Runddiensten, ein Runddienst beinhaltet eine rechteckige Sakramentsnische. Unter dem Chorschluss befindet sich eine Gruft. Ein Sakristeianbau südlich am Chor mit einem Oratorium im Obergeschoß entstand um 1720/1730. Gegenüber den Oratoriumfenstern an der Nordinnenwand des Chors sind in zwei hochovale Stuckfelder aus der Zeit um 1680 bis 1690 Ölbilder Heiliger Wandel und Christus als Blutbrunnen eingefügt.
Der Fronbogen zwischen Chor zum Langhaus ist kaum ausgeprägt. Die dreischiffige dreieinhalbjochige Hallenkirche hat ein Mittelschiff in der Breite des Chors sowie schmale Seitenschiffe und durchgehend Netzrippengewölbe mit Ziegelrippen auf vier Achteckpfeilern mit vier aufgelegten Runddiensten. Im westlichen Halbjoch befindet sich eine Empore in allen drei Schiffen auf einem engmaschigen Netzrippengewölbe, im Mittelschiff mit durchbrochener Vierpassbrüstung. Die Seitenschiffbrüstungen haben eine barocke Felderteilung. Das kielbogige Sakristeiportal und das rechteckige Emporenportal haben Eisentüren.
Im östlichen Jochgewölbe des Nordschiffes ist eine Wandmalerei mit der Inschrift Ruprecht versehen, darunter ein Hauszeichen mit 1515. Im Chor zeigt ein Rest einer Wandmalerei einen Kopf.
Eine Kapelle in der Friedhofsmauer entstand um 1727. Die Kapelle hat einen geschwungenen Volutengiebel und eine Schmiedeeisentür sowie einen aus barocken Teilen zusammengesetzten Altar.

## Ausstattung

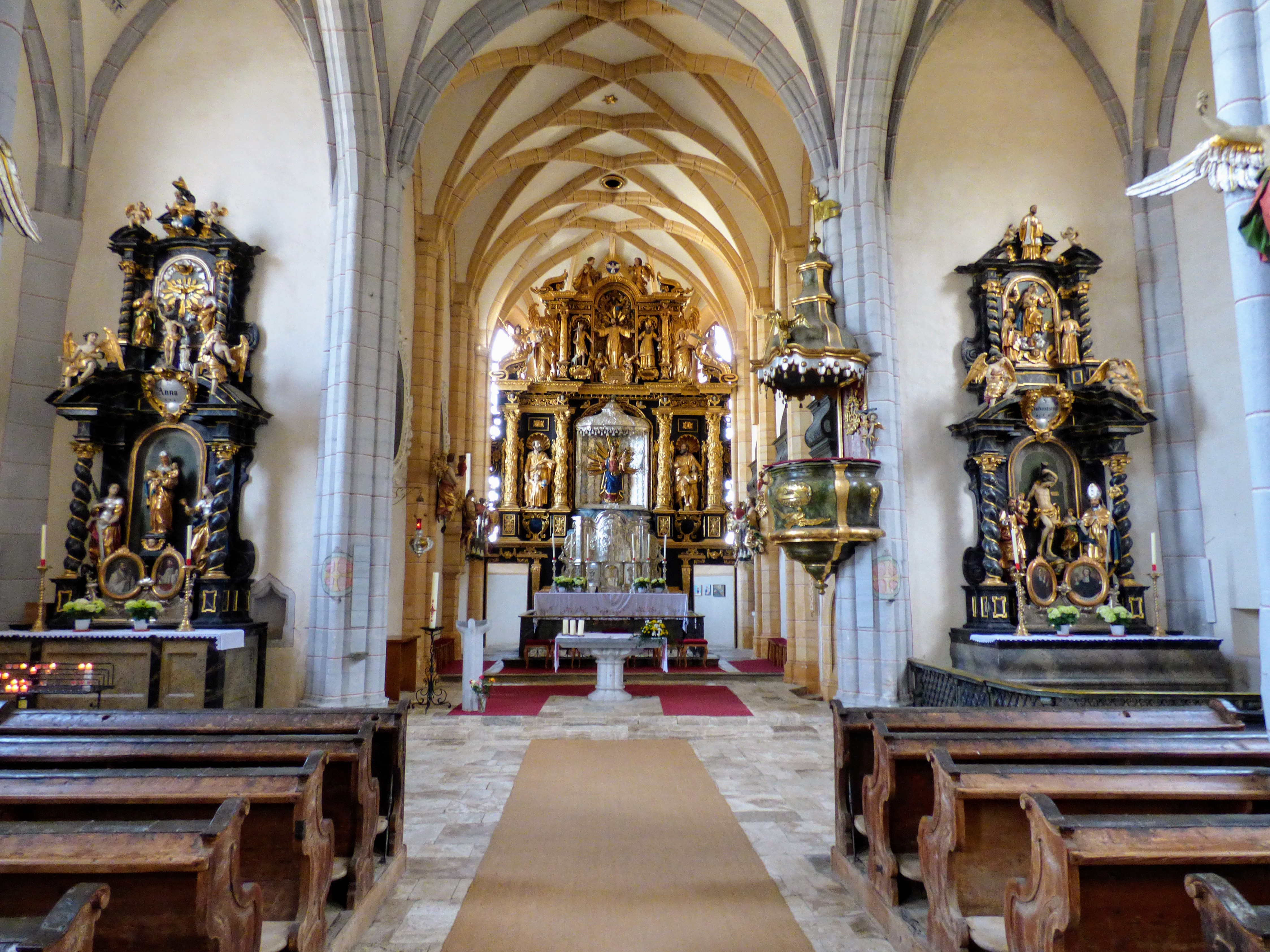
Altäre Maria Buch

Der mächtige, den Chorschluss füllende Hochaltar nennt die Jahresangabe 1651. Er hat weinrebenumrankte Säulen, Knorpelwerkornament und bemerkenswerte Statuen, wohl Spätwerke des Bildhauers Michael Hönel unter Mitarbeit von Sebastian Mass. Die Tischlerarbeit ist von Balthasar Khienberger, der Mittelbaldachin und der Tabernakel als rokoko zeigen eine versilberte Gürtlerarbeit aus dem dritten Viertel des 18. Jahrhunderts. Unter dem Baldachin steht eine spätgotische Muttergottesstatue aus der Zeit um 1480 mit angesetzten barocken Teilen. Um den Altar läuft ein schmiedeeisernes barockes Kommuniongitter.
Die schmalen, hohen Seitenaltäre haben gedrehte Säulen und davor Schmiedeeisengitter: Der Anna-Altar entstand urkundlich 1695 von einem Grazer Bildschnitzer, den Sebastian-Altar baute urkundlich 1702 Franz Camerlander.
Die Kanzel aus dem zweiten Viertel des 18. Jahrhunderts trägt einen Engel mit Kreuz von Balthasar Prandtstätter, von Prandtstätter sind auch die herzhaltenden Engel im Chor.
Ein überlebensgroßer spätgotischer Kruzifixus aus der Zeit um 1510 hat neugotische Assistenzfiguren aus dem späten 19. Jahrhundert. Die Engel an den Langhauspfeilern schuf wahrscheinlich Johann Nischlwitzer im dritten Viertel des 18. Jahrhunderts.
Die Orgel baute Friedrich Wagner (1853). Eine Glocke mit Reliefs nennt 1454 Hans Mitter.